# Johann Peter Eckermann

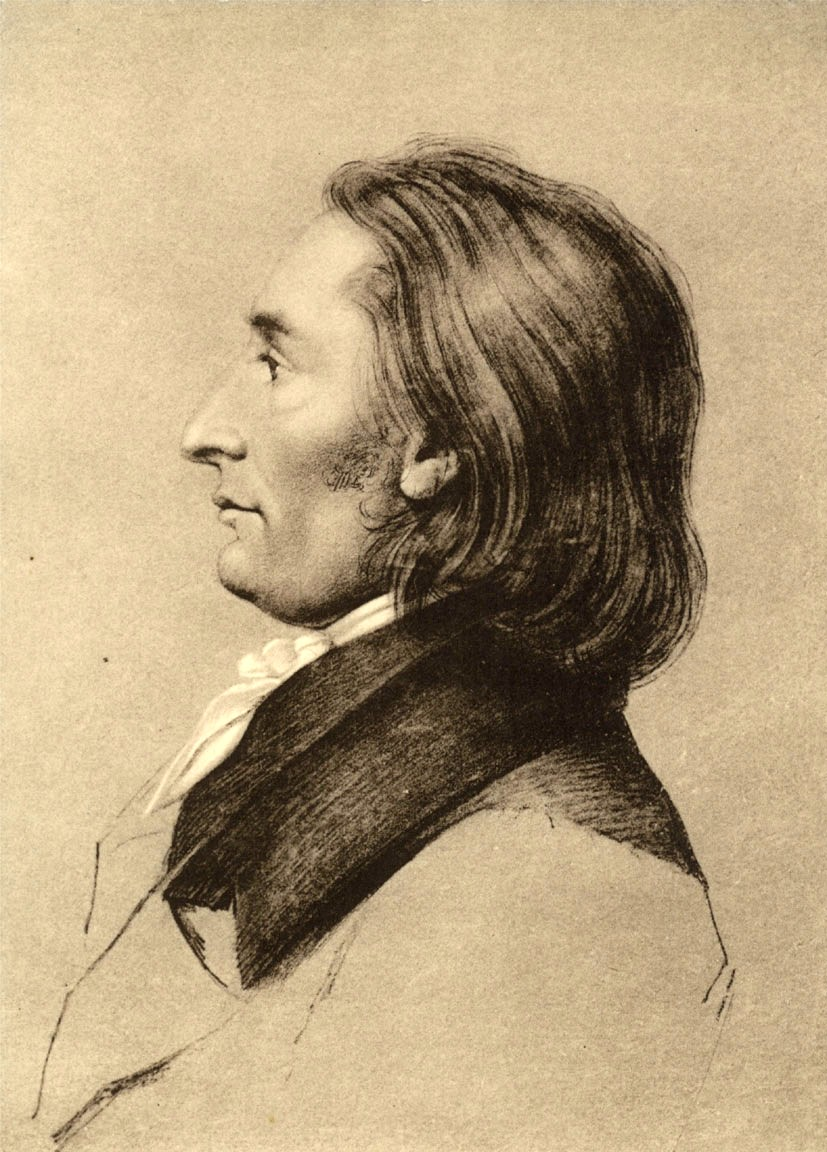
Johann Peter Eckermann

Johann Peter Eckermann (* 21. September 1792 in Winsen (Luhe); † 3. Dezember 1854 in Weimar) war ein deutscher Dichter, Schriftsteller und enger Vertrauter Goethes.

## Leben

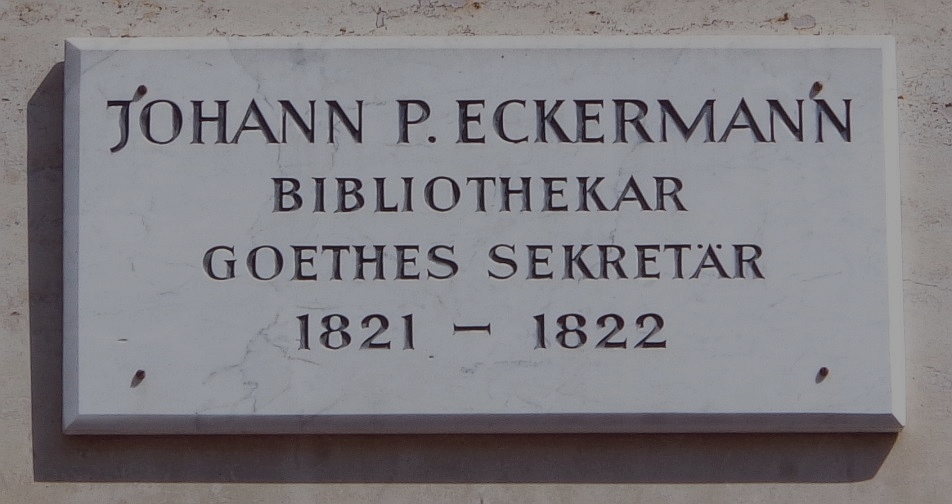
Göttinger Gedenktafel an dem Haus, in dem Eckermann 1821–1822 wohnte

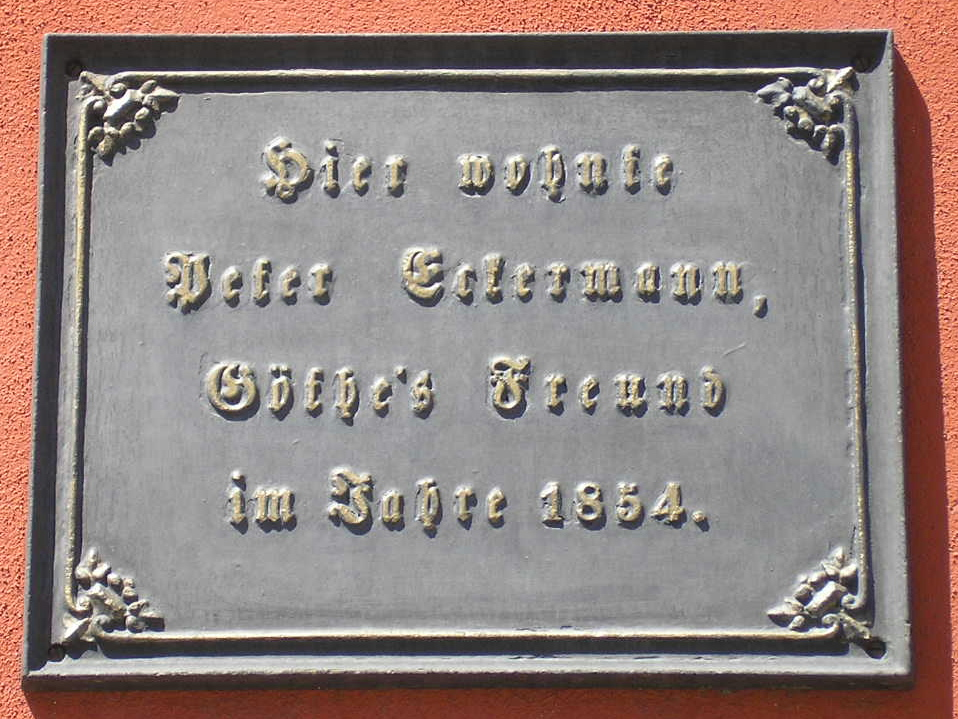
Gedenktafel an dem Haus, in dem Eckermann 1854 in Ilmenau wohnte

Eckermann wurde am 21. September 1792 in ärmlichen Verhältnissen in Winsen (Luhe), einer kleinen Stadt in Elbnähe vor den Toren Hamburgs, geboren. Als Kind zog er mit seinem Vater, einem Hausierer, durch die Winsener Marsch und die nördliche Lüneburger Heide, um in den Dörfern allerlei Waren zu verkaufen. Die Schule besuchte er nur unregelmäßig, fiel jedoch bald durch seine geistigen Fähigkeiten und künstlerischen Begabungen auf. Ein Winsener Amtmann und der dortige Geistliche förderten ihn, so dass er zwischen 1808 und 1813 Anstellungen als Amtsschreiber in seiner Heimatstadt, in Uelzen und Bevensen fand.
Nach seiner Soldatenzeit (1813/14) wanderte er, seinem Wunsch folgend Kunstmaler zu werden, nach Hannover, um sich bei dem Maler Ramberg ausbilden zu lassen. Krankheit und Geldnot zwangen ihn aber nach kurzer Zeit, dieses Vorhaben aufzugeben und wiederum eine Stelle in der staatlichen Verwaltung (Kriegskanzlei Hannover) anzunehmen. Er sah, dass er sich geistig weiterbilden müsse, besuchte nebenher in Hannover das Gymnasium und widmete sich eifrig breitgefächert der Literatur. Besonders die Werke Goethes beeindruckten ihn zutiefst.
Im Anschluss an die kurze, mit einer erfolgreichen Prüfung in Griechisch und Latein beendeten Gymnasialzeit besuchte Eckermann an der Universität Göttingen juristische und philologische Lehrveranstaltungen, jedoch musste er dieses Studium bald aus Geldmangel wieder einstellen. 1822 siedelte er sich in Empelde bei Hannover an. Dort wohnte er in dem heute nicht mehr existierenden Gasthof Brandes, der sich neben dem Gebäude in der heutigen Nenndorfer Straße 83 befand. Durch die großen Vorbilder fühlte er sich nun angespornt, selber Verse zu verfassen. Daneben entstanden die Beyträge zur Poesie mit besonderer Hinweisung auf Goethe, deren Manuskript er nach Weimar an Goethe schickte.
Die positive Resonanz aus Weimar veranlasste ihn, den fast vierundsiebzigjährigen Goethe am 10. Juni 1823 persönlich aufzusuchen. Hocherfreut ging der ambitionierte junge Gast sogleich auf den Vorschlag seines „untrüglichen Leitsterns“ ein, einige editorische und organisatorische Arbeiten zu übernehmen. Er wurde jedoch nicht, wie noch jahrzehntelang auf der Gedenktafel am Weimarer Eckermann-Haus in der Brauhausgasse zu lesen war, Goethes Sekretär. Vielmehr befand er sich in einem unverbindlichen Gefälligkeitsverhältnis zu ihm.

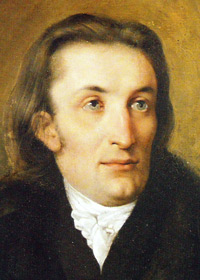
Johann Peter Eckermann. Gemälde von Johann Joseph Schmeller, 1824

Wie die Jahre zuvor, war auch Eckermanns Weimarer Zeit von Geldnot beherrscht. Zwar sorgte Goethe dafür, dass die Beyträge zur Poesie bei Cotta gegen Honorar verlegt wurden. Überdies verschaffte er ihm bezahlte Tätigkeiten, so als Lehrer des Erbprinzen Carl Alexander. Auch die Promotion durch die Universität Jena 1825 erfolgte auf seine Initiative hin. Doch konnte Eckermann seinen Lebensunterhalt nur knapp bestreiten, zumal die Arbeiten für Goethe ihn häufig außerordentlich beanspruchten. Goethes Vertrauen in die Zuverlässigkeit Eckermanns war so groß, dass er ihn auch bat, seinen labilen Sohn August 1830 auf dessen verhängnisvoller Italienreise zu begleiten.
Erst im Jahre 1831 konnte Eckermann in Northeim seine langjährige Verlobte Johanne Bertram heiraten. Sie starb bereits im April 1834 kurz nach der Geburt des Sohnes Johann Friedrich Wolfgang, genannt Karl, der später ein geachteter Kunstmaler wurde.
Der greise Goethe setzte Eckermann gegen eine Gewinnbeteiligung testamentarisch zum Hauptherausgeber seines literarischen Nachlasses ein. Daraus resultierten fünfzehn Nachlassbände, die Eckermann nach Goethes Tod (1832) veröffentlichte. Dennoch nahm in Weimar bald kaum noch jemand Notiz von dem kränkelnden, allmählich verarmenden Eckermann. 1836 erschienen endlich seine lange vorbereiteten Gespräche mit Goethe in den letzten Jahren seines Lebens in zwei Bänden, ein bis heute anerkanntes, in zahlreiche Sprachen übersetztes Werk.
Zwei Jahre darauf veröffentlichte Eckermann einen weiteren Gedichtband, 1848 einen dritten Band seiner Gespräche mit Goethe, doch waren die Honorareinnahmen so gering, dass er davon nicht lange zehren konnte. Zwei schwere Schlaganfälle verhinderten die Fertigstellung eines geplanten vierten Bandes der Gespräche mit dem Schwerpunkt auf Goethes Faust.

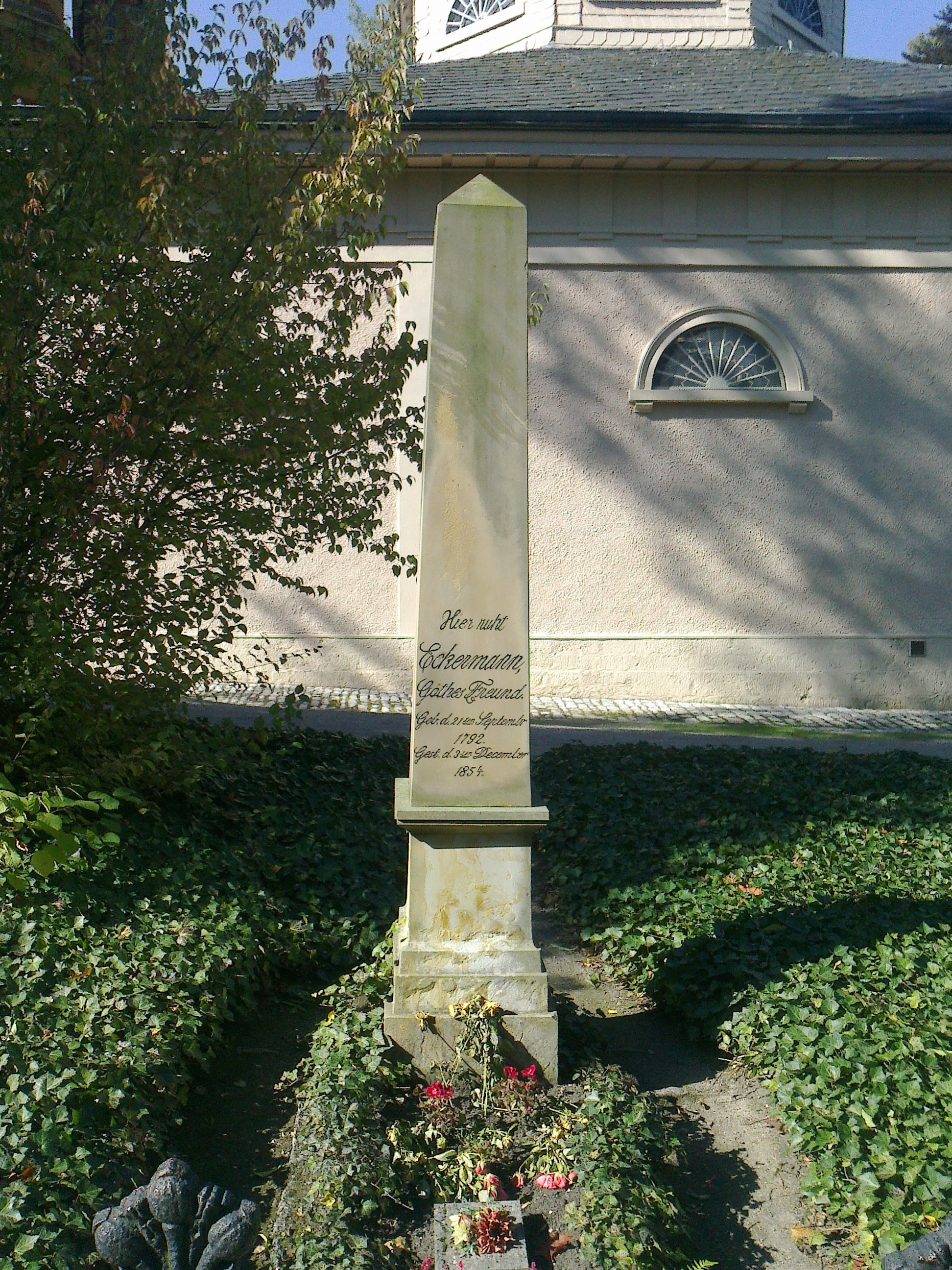
Grabobelisk von Johann Peter Eckermann

Am 3. Dezember 1854 starb Eckermann krank und vereinsamt in Anwesenheit seines Sohnes Karl in Weimar. Der Großherzog Carl Alexander, den Eckermann als Schüler unterrichtet hatte, sorgte für eine würdige Grabstätte in unmittelbarer Nähe der letzten Ruhestätte Goethes auf dem Historischen Friedhof Weimar.
1929 erhielt die damalige Mittelschule, heute Realschule, in Winsen (Luhe) den Namen Johann-Peter-Eckermann-Schule. 1932 wurde die ehemalige Schulstraße in Winsen (Luhe) nach Eckermann benannt. Nach ihm wurde in Weimar die von ihm ab den 1840er Jahren bewohnte in der Marktstraße 2 befindliche Eckermann-Buchhandlung benannt. Dieses war zugleich sein letztes eigenes Wohnhaus. Gestorben aber ist er im Haus Steubenstraße 3/5.

## Bedeutung
Weniger seine Gedichte, die in einem zweiten Band im Jahre 1838 erschienen, als vielmehr die Niederschrift seiner Gespräche mit Goethe in den letzten Jahren seines Lebens haben Eckermann weithin bekannt gemacht und ihm hohe Anerkennung eingebracht. Dabei gingen die Urteile über den jungen Freund und Gehilfen des großen Dichters von jeher weit auseinander. Friedrich Hebbel erklärte: „Eckermann erscheint mir keineswegs als ein irgend bedeutender Mensch“. Goethe selbst bekundete: „Eckermann […] ist […] vorzüglich die Ursache, daß ich den Faust fortsetze“. „Wegen fördernder Teilnahme“ hielt er ihn für „ganz unschätzbar.“
Eckermanns Bedeutung wird von der Goetheforschung heute allgemein anerkannt. Hinsichtlich der Frage nach der Authentizität der mitgeteilten Gespräche muss man seine ausdrückliche Bemerkung im Vorwort beachten, wonach es sich um „meinen Goethe“ handele, der in dem Buch zu Wort kommt. Für die 1836 veröffentlichten Unterredungen konnte Eckermann auf umfangreiches Material zurückgreifen; zugleich wird man aber auch hier bereits ein stark gestalterisches Moment in Rechnung zu stellen haben. Die erst im Jahre 1848 veröffentlichten Unterhaltungen des dritten Teiles dagegen beruhen weitgehend auf sehr fragmentarischen Notizen sowie auf fremden Aufzeichnungen, besonders solchen von Frédéric Soret. Umstandslos als eigene Worte Goethes (oder gar als Teil seines Werkes) lassen sich die Eckermannschen Mitteilungen in keinem Fall verstehen.
Missgunst und eine bis heute verbreitete Unkenntnis über Eckermanns Rolle im Leben Goethes führten vielfach zu einem von Überheblichkeit und Spott geprägten Urteil. Dazu trugen wohl auch Eckermanns eigene poetische Bemühungen bei. Unter den damaligen Zeitgenossen tat sich besonders Heinrich Heine hervor, der ihn mehrfach verspottete. In neuerer Zeit gab Martin Walser in seinem Bühnenstück „In Goethes Hand“ Eckermann der Lächerlichkeit preis. Friedrich Nietzsche (z. B. 1878) und Christian Morgenstern (1909) hingegen urteilten anerkennend über Eckermanns „Gespräche mit Goethe“. Nietzsche bezeichnete sie sogar als „das beste deutsche Buch, das es giebt“.
Als „Goethes Sekretär“ fühlte sich Eckermann bereits zu Lebzeiten verkannt: „Allein daran ist kein wahres Wort!“, wehrte er sich, zählt die Sekretäre auf, die Goethe beschäftigte, und wies eine solche Klassifizierung für sich persönlich zurück. Er sah sich als Gefährten und Freund des Dichterfürsten, in dessen Dienst er neun Jahre seines Lebens und seiner Schaffenskraft stellte. Goethe nannte ihn denn auch seinen „geprüften Haus- und Seelenfreund“ und „getreuen Eckart“.
Eckermanns bescheidene und zurückhaltende Einstellung zu seiner Rolle als Goethes Medium ist durch August Heinrich Hoffmann von Fallersleben in der folgenden Anekdote überliefert:

„Der illuminierte Eckermann.
Im J. 1849 wurde der hundertjährige Geburtstag Göthe's in Weimar auf mannigfaltige Weise gefeiert. Bei einbrechender Dunkelheit waren viel Häuser illuminiert, an manchen auch Transparente angebracht. Eckermann ging mit seinem Sohne und einem Freund desselben durch die Stadt, um sich alles gehörig anzusehen. Als er heimkehrte, fand er auch sein Haus beleuchtet und über der Hausthür sogar ein Transparent. Eckermann sah, las, eilte die Treppe hinauf, stürzte in sein Zimmer, riß die Fenster auf, und hieb mit seinem Krückstocke so lange auf das Transparent los, bis es in Fetzen niederhing.
Und was war es denn, was den Herrn Hofrath so empörte und zum Vandalen machte? Ein gutgemeintes Gedicht, aus lauter Liebe und Ehrfurcht von dem Hauseigenthümer, dem Tuchmacher Zinckel verfaßt und in großen leuchtenden Buchstaben über der Hausthüre angebracht:
HIER WOHNT DER BIEDRE ECKERMANN

DEN GOETHE OFT UND GERN EMPFAHN

WIE ER MIT GOETHES GEIST VERMAEHLT

HAT IN GESPRAECHEN ER ERZAEHLT“

Es ist fraglich, ob Goethe sich ohne Eckermanns Insistieren zur Niederschrift des Faust II entschlossen hätte, und die übersichtliche Präsentation seines lyrischen Gesamtwerkes ist jedenfalls zweifellos dessen Verdienst. Eckermanns unmittelbare Skizzen in seinem 1836 veröffentlichten Hauptwerk Gespräche mit Goethe in den letzten Jahren seines Lebens haben ihre Originalität und Gültigkeit auch für heutige Leser behalten. Viele Textstellen können als Leitsätze und Lebensweisheiten auch ohne den weiteren Textzusammenhang, für sich genommen, stehen, und nicht wenige dürfen als treffende Kommentare oder kritische Anmerkungen zu Phänomenen unserer Gegenwart gelesen werden und stehenbleiben.

## Werke
- Gedichte. Selbstverlag, Hannover 1821.
- Beyträge zur Poesie mit besonderer Hinweisung auf Goethe. Cotta, Stuttgart 1824 (Digitalisat).
- Weimars Jubelfest am 3ten September 1825. Erste Abtheilung: Die Feier der Residenzstadt Weimar, mit den Inschriften, gehaltenen Reden und erschienenen Gedichten. Mit acht Kupfertafeln. Weimar. 1825. Zweite Abtheilung: Die Feier in den übrigen Städten und Ortschaften des Großherzogtums enthaltend. Weimar, 1826. Mit einem Vorwort von Friedrich v. Müller (Hrsg.), Weimar, bey Wilhelm Hoffmann.
- Gedichte. Brockhaus, Leipzig 1838; Nachdruck Weimar 2009, ISBN 978-3-941190-82-5.
- Gespräche mit Goethe in den letzten Jahren seines Lebens. Brockhaus, Leipzig 1836, und Heinrichshofen, Magdeburg 1848:
  - Erster Theil. Brockhaus, Leipzig 1836. (Digitalisat und Volltext im Deutschen Textarchiv)
  - Zweyter Theil. Brockhaus, Leipzig 1836. (Digitalisat und Volltext im Deutschen Textarchiv)
  - Dritter Theil. Heinrichshofen, Magdeburg 1848. (Digitalisat und Volltext im Deutschen Textarchiv)
  - Deutscher Klassiker Verlag, Berlin 2011, ISBN 978-3-618-68050-5 (umfassend kommentierte Ausgabe)
  - Sehr zahlreiche Nach- und Neudrucke, z. B.: btb, München 2006, ISBN 3-442-72956-4.
  - Neuausgabe Hofenberg, Berlin 2018, ISBN 978-3-7437-2889-9.
- Briefe an Auguste Kladzig, Insel-Verlag 1924.

## Hörbücher
- Johann Peter Eckermann: Gespräche mit Goethe in den letzten Jahren seines Lebens. 1. und 2. Teil, ungekürzt gelesen von Hans Jochim Schmidt. Schmidt Hörbuchverlag, ISBN 978-3-941324-96-1.